# La Semaine religieuse du diocèse de Fréjus et Toulon
Pour les articles homonymes, voir Semaine religieuse.
La Semaine religieuse du diocèse de Fréjus et Toulon est une revue hebdomadaire religieuse éditée entre 1867 et 1955.

## Historique
Il s'agit de l'organe officiel du diocèse de Fréjus-Toulon qui publie annuellement cinquante-deux numéros d'une quinzaine de pages. Le périodique est ensuite remplacé en 1956 par le bimensuel la Quinzaine religieuse puis en 1966, par le mensuel Église de Fréjus-Toulon.

## Archives
Des exemplaires sont conservés à la BnF et certains exemplaires ont été numérisés par le service archives du diocèse de Fréjus-Toulon.